# George Washington Stephens (Politiker, 1866)

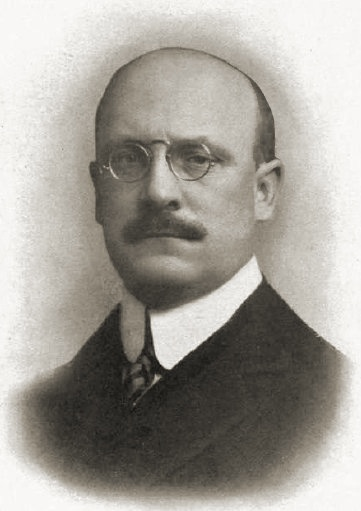
George W. Stephens, Jr. (1908)

George Washington Stephens, Jr. (* 3. August 1866 in Montreal, Kanada; † 6. Februar 1942 in Los Angeles, Kalifornien) war ein kanadischer Politiker und Offizier. Vom 18. März 1926 bis 8. Juni 1927 war er Präsident der Regierungskommission des Saargebietes.

## Leben
George Washington Stephens war der Sohn des kanadischen Politikers George Washington Stephens (1832–1904) und dessen erster Ehefrau Elizabeth McIntosh. Er besuchte die Highschool in Montreal und studierte an den Universitäten von Genf, der Universität Marburg und der Universität Hannover. Anschließend arbeitete er in der Wirtschaft und war unter anderem Präsident der "Canadian Rubber Company of Montreal". Zwischenzeitlich diente Stephens von 1898 bis 1902 in der kanadischen Armee, zuletzt als Lieutenant Colonel.
1905 wurde er wie sein Vater als liberaler Abgeordneter in die Nationalversammlung von Québec gewählt. Stephens war bis 1908 Abgeordneter.
Seit 1907 amtierte Stephens als Präsident der Montrealer Hafenkommission bis 1912.
Ab 1923 war er Mitglied der Regierungskommission des Saargebietes und später deren Präsident (1926–1927).